# Episodi di F.B.I. (terza stagione)
La terza stagione della serie televisiva F.B.I. è andata in onda negli Stati Uniti dal 17 settembre 1967 al 28 aprile 1968 sulla ABC.
| nº | Titolo italiano           | Titolo originale | Prima TV USA      | Prima TV Italia |
| -- | ------------------------- | ---------------- | ----------------- | --------------- |
| 1  | The Gold Card             |                  | 17 settembre 1967 |                 |
| 2  | Counter-Stroke            |                  | 24 settembre 1967 |                 |
| 3  | Blood Verdict             |                  | 8 ottobre 1967    |                 |
| 4  | Traitor                   |                  | 15 ottobre 1967   |                 |
| 5  | By Force and Violence (1) |                  | 22 ottobre 1967   |                 |
| 6  | By Force and Violence (2) |                  | 29 ottobre 1967   |                 |
| 7  | A Sleeper Wakes           |                  | 5 novembre 1967   |                 |
| 8  | Overload                  |                  | 12 novembre 1967  |                 |
| 9  | Line of Fire              |                  | 26 novembre 1967  |                 |
| 10 | Blueprint for Betrayal    |                  | 3 dicembre 1967   |                 |
| 11 | False Witness             |                  | 10 dicembre 1967  |                 |
| 12 | The Legend of John Rim    |                  | 31 dicembre 1967  |                 |
| 13 | The Dynasty               |                  | 7 gennaio 1968    |                 |
| 14 | The Daughter              |                  | 14 gennaio 1968   |                 |
| 15 | Act of Violence           |                  | 21 gennaio 1968   |                 |
| 16 | Crisis Ground             |                  | 28 gennaio 1968   |                 |
| 17 | Ring of Steel             |                  | 4 febbraio 1968   |                 |
| 18 | The Homecoming            |                  | 11 febbraio 1968  |                 |
| 19 | The Phone Call            |                  | 18 febbraio 1968  |                 |
| 20 | Region of Peril           |                  | 25 febbraio 1968  |                 |
| 21 | Southwind                 |                  | 3 marzo 1968      |                 |
| 22 | The Messenger             |                  | 17 marzo 1968     |                 |
| 23 | The Ninth Man             |                  | 24 marzo 1968     |                 |
| 24 | The Mechanized Accomplice |                  | 31 marzo 1968     |                 |
| 25 | The Predators             |                  | 7 aprile 1968     |                 |
| 26 | The Tunnel                |                  | 21 aprile 1968    |                 |
| 27 | The Mercenary             |                  | 28 aprile 1968    |                 |

## The Gold Card
- Diretto da: Don Medford
- Scritto da: Mark Rodgers

### Trama
- Guest star: Joanna Moore (June Elliott), Rayford Barnes (bandito), Richard Devon (Earl Davis), Vic Perrin (Frankie Denton), Larry Gates (Paul Nichols), Bill Zuckert (Sonny), Simon Scott (Aaron Kellin), Paul Lukather (Phil), L. Q. Jones (Wesley Davis), William Boyett (Bill)

## Counter-Stroke
- Diretto da: William Hale
- Scritto da: Gerald Sanford

### Trama
- Guest star: Booth Colman (Albert Vogel), William Smithers (Clay Keller), Curt Lowens (Carl Michael Jordan), Kevin McCarthy (Paul Dorn), John Ward (ufficiale), Jessica Walter (Ellen Rainey), Skip Ward (Burt Reese), Michele Montau (French Woman)

## Blood Verdict
- Diretto da:
- Scritto da:

### Trama
- Guest star: R. G. Armstrong (George David Owens), Robert F. Lyons (Lon Owens), S. John Launer (rappresentante giuria), Norma Crane (Dottie), Robert Doyle (Jack Owens), Pilar Seurat (Anita Nieves), John Graham (giudice Clay), Robert Gibbons (giurato), James McCallion (Ben), Ken Lynch (Joe Taylor), Mario Alcalde (Luis Nieves), Kent Smith (US Attorney Leonard Vanatter), Sam Edwards (Jerry)

## Traitor
- Diretto da: Robert Douglas
- Scritto da: John W. Bloch

### Trama
- Guest star: Robert Osterloh (Harberg), Bill Quinn (colonnello), Marian Thompson (Sarah), Alex Gerry (dottore), Andrew Duggan (Steven Ramsey), Delphi Lawrence (Louise Freed), Richard Anderson (Alexander Ramsey), Phyllis Thaxter (Rosemary Ramsey), Allen Emerson (Phillip Karl Gayna), Anthony Eisley (S.A.C. Chet Randolph), Susan Seaforth Hayes (Miss Hayes)

## By Force and Violence (1)
- Diretto da: Don Medford
- Scritto da: E. Arthur Kean

### Trama
- Guest star: Robert Hogan (Lloyd Mitchell), Dabbs Greer (Doyle), Phyllis Love (Connie Parr), Robert Knapp (agente Noel McDonald), William Windom (David Roger Spiers), Arthur Hill (Max Griswold), Louise Latham (Barbara Griswold), David Macklin (Bob Griswold), Don Gordon (Claude Flood), Leonard Stone (Harry Palmer)

## By Force and Violence (2)
- Diretto da: Don Medford
- Scritto da: E. Arthur Kean

### Trama
- Guest star: Dabbs Greer (Van Doyle), Victor Millan, Paul Sorenson, Leonard Stone (Harry Palmer), Phyllis Love (Connie Parr), Suzie Kaye (Monica Duval), Frances Fong (Becky Lee), William Windom (David Roger Spiers), Arthur Hill (Max Griswold), Louise Latham (Barbara Griswold), David Macklin (Bob Griswold), Robert Knapp (agente Noel McDonald), Dean Harens (S.A.C. Bryan Durant), Douglas Henderson (S.A.C. Converse), Don Gordon (Claude Flood), Robert Hogan (Lloyd Mitchell), Barry Russo, Ken Scott

## A Sleeper Wakes
- Diretto da: Robert Douglas
- Scritto da: William Bruckner

### Trama
- Guest star: John van Dreelen (Stanley Brown), John Mayo (FBI Technician), Ross Elliott (Neal Greenwood), Pat Cardi (Jack Brown), Dana Wynter (Sylvia Prince), Frank Marth (Walter Ronald), John Kerr (S.A.C. Gary Morgan), Tom Palmer (John Kramer), Mary Jackson (Mrs. Corman), Patricia Smith (Mrs. Brown)

## Overload
- Diretto da: Jesse Hibbs
- Scritto da: Robert I. Holt

### Trama
- Guest star: Martha Scott (Katherine Lamberth), Eddie Barth (tassista), John Considine (agente Dale Grant), Harry Bellaver (George Trenton), Barbara Baldavin (hostess), Scott Marlowe (Charles Nyack), Harlan Warde (dottor Partridge), Aubri Martin (Dispatcher), Diana Hyland (Virginia Lamberth)

## Line of Fire
- Diretto da: Jesse Hibbs
- Scritto da: Mark Rodgers

### Trama
- Guest star: Jack Catron (ufficiale), Lyn Edgington (Jane Walden), Carlos Romero (barista), Don Ross (ufficiale), Dean Harens (S.A.C. Bryan Durant), Henry Silva (Richard Macklin), George Keymas (William Judson), Pepe Callahan (Perez), Jan Shepard

## Blueprint for Betrayal
- Diretto da: William Hale
- Scritto da: Sam Ross

### Trama
- Guest star: Alf Kjellin (Karl Reiman), Martin Kosleck (Paul Bohler), Pitt Herbert (Lefferts), Marlowe Jensen (agente speciale), Donald Davis (colonnello Frederic Maas), Glenn Bradley (agente speciale), Antoinette Bower (Julie Kipp), Maria Palmer (Anna Zolti), John Zaremba (Hackett), Norbert Meisel (Barkeeper), Walter Friedel (Otto)

## False Witness
- Diretto da: Jesse Hibbs
- Scritto da: E. Arthur Kean

### Trama
- Guest star: Paul Lukather (Jack Allis), Victor French (Lloyd Smith), Jay Lanin (S.R.A. Page Blanchard), Kelly Thordsen (Dick Owens), Forrest Compton (agente speciale Henry Andover), Dean Harens (S.A.C. Bryan Durant), Pete Duel (Mike), Parley Baer (Vernon Daniels), Carol Lynley (Lynn Hallet)

## The Legend of John Rim
- Diretto da: Alvin Ganzer
- Scritto da: Andy Lewis

### Trama
- Guest star: Hugh Reilly (S.R.A. Leon Butler), Katherine Justice (Uli Rim), Ralph Moody (Swyer), Royal Dano (Newman), Wayne Rogers (Frank Rim), Richard O'Brien (sceriffo), Tom Skerritt (John Clarence Rim), Ford Rainey (Greer)

## The Dynasty
- Diretto da: Robert Douglas
- Soggetto di: David H. Vowell

### Trama
- Guest star: Martin Sheen (Norman Gretzler), Ian Wolfe (Marshall Graham), Carl Reindel (Bobby Hendricks), Addison Powell (Darryl Sloan), John Kerr (agente speciale), Russell Johnson (Phillip Graham), Jim McMullan (John Graham), Edward Asner (Walter Gretzler)

## The Daughter
- Diretto da: Robert Day
- Scritto da: Paul Schneider

### Trama
- Guest star: Craig Huebing, Charles Bateman (ufficiale Cookham), Wayne Heffley, Julie Sommars (Janet Sinclair), Harold Gould (Martin Eldon), Scott Graham, Celia Lovsky (Mama van Groot), Phyllis Hill (Edith Eldon), Michael Rennie (Albert Robinson/Major John Anka), Dallas Mitchell, John Rayner

## Act of Violence
- Diretto da: Gene Nelson
- Soggetto di: Richard Sale

### Trama
- Guest star: Hank Brandt (S.A.C. William Converse), Michael Harris, Claudia Bryar (Sara), Michael Strong (Paul Gray), Roy Engel, Johnny Seven (Ralph Morris), Diana Muldaur (Irene Davis/Devers), Frank Aletter, Michael Barbera, Hal Baylor, Paul Comi, Geoffrey Deuel, Lee Faulkner, Burt Reynolds (John DuQuesne), James Lydon (Joey Witner)

## Crisis Ground
- Diretto da: Robert Douglas
- Scritto da: Robert Soderberg

### Trama
- Guest star: Richard Eastham (agente speciale Howard Armstrong), Ahna Capri (Betty Kendall), Otis Young (Mike Watson), Arch Johnson (Sam Gary), Robert Drivas (Patrick Dano), Logan Field (Bert Hammond), Robert Hogan (Fred Post), Simon Scott (Talbot), Guy Remsen (agente speciale), Stuart Margolin, Lou Frizzell (William Terence Porter), Frances Reid (Ellen Porter), Jerry Ayres (Charlie Burroughs), Angela Greene (Mission Attendant)

## Ring of Steel
- Diretto da: Jesse Hibbs
- Scritto da: Robert I. Holt

### Trama
- Guest star: Tom Bosley (Stanton), Michael Tolan (Heath), Michael Callan (Dean), Ross Hagen (Walling), Brooke Bundy (Kim)

## The Homecoming
- Diretto da: Jesse Hibbs
- Scritto da: Mel Goldberg

### Trama
- Guest star: Richard Kiley (John Streyer), John Kerr (S.A.C. Gary Morgan), David Opatoshu (Martin Bergstrom), Bettye Ackerman (Annette Jurgens), Victoria Shaw (Eileen Warren)

## The Phone Call
- Diretto da: George McCowan
- Soggetto di: David Rintels

### Trama
- Guest star: Lynn Borden (Jean Devlin), Sarah Marshall (Belle Stone), Jill Andre (Miss Trask), John Ericson (sergente Devlin), Richard O'Brien (Smokey), John Kerr (S.A.C. Gary Morgan), William Sargent (dottor Millard Kern), Laraine Stephens (Margaret Campbell), Roy Poole (Curtis Stone), Paul Picerni (Joey Walters), Pat Patterson (ubriaco)

## Region of Peril
- Diretto da: Jesse Hibbs
- Scritto da: Robert Soderberg

### Trama
- Guest star: Anne Baxter (Katherine Daly), Arthur Franz (Joseph Daly), Hal Lynch (Alfred Barnes), Corinne Cole (Linda Soames), Steve Ihnat (Frank Padgett), Dean Harens (S.A.C. Bryan Durant), Mark Roberts (S.R.A. Will Channahon), Skip Ward (Tony Chandler), Steven Marlo (Gilroy)

## Southwind
- Diretto da: George McCowan
- Soggetto di: Albert Aley

### Trama
- Guest star: Davey Davison (Beverly Kingman), Roberto Contreras (Munoz), Ned Romero (Alarcon), Mario Alcalde (S.A.C. Henry Galva), Mako (Yoshimura), Bradford Dillman (Lawrence Reynolds), Lew Brown (agente speciale Allan Bennett), John Graham (Julian Scott), Stella Garcia (Miss Torres), John Vernon (Mike Burton), Bill Quinn (Joseph Lightner)

## The Messenger
- Diretto da: Lewis Allen
- Scritto da: Jack Hawn

### Trama
- Guest star: Charles Randall (William Needles), Ross Hagen (Joseph Schaffler), Patricia Hardy (Charlene), Ed Prentiss (Mitchell Owen), Robert Yuro (Jack), Anthony Eisley (S.A.C. Chet Randolph), Robert Doyle (Leo Adamson), Bill Zuckert (Frank Poland), Dana Elcar (Howard Bergdahl), Robert Walker, Jr. (Paul Donald Thorpe), Andy Romano (Chico Jordan), Barry Williams (ragazzo)

## The Ninth Man
- Diretto da: Jesse Hibbs
- Scritto da: Mark Rodgers

### Trama
- Guest star: Anne Helm (Dorothy Phillips/Anita Hale), Milton Selzer (Jordan James Alexander), Rodolfo Hoyos, Jr. (Anselmo Morales), Murray Hamilton (Emory Hale), Burr deBenning (Fred Peters), Dabbs Greer (Patrick Owens), Robert Knapp (agente speciale Lawrence Douglas), Wayne Rogers (George Peters), John Ward (Oren McKay), Valentin de Vargas (agente speciale Lane Alamota)

## The Mechanized Accomplice
- Diretto da: Lewis Allen
- Soggetto di: Norman Jolley

### Trama
- Guest star: Will Kuluva (Mr. Kolner), Gertrude Flynn (Ruth Kolner), Connie Gilchrist (manager), Lynn Bari (Belinda), Lew Brown (S.A.C. Allen Bennett), Peter Hobbs (S.R.A. Andrew Rea), Jason Wingreen (Freddie the barber), Bobby Sherman (Gustav Franz Lang), Andrew Prine (Spancer Lang), Aubri Martin (Dispatcher)

## The Predators
- Diretto da:
- Scritto da:

### Trama
- Guest star: Joseph V. Perry (Ed Clay), Peter Hansen (George Conners), Nico Minardos (Elias), Diana Van der Vlis (Yvonne Bruno), Peter Mark Richman (John Parker), Ken Lynch (Aaron Reese), Linden Chiles (Lane Burton), Lew Brown (agente Perry Farrar), John Milford (Greene), Martin E. Brooks (Bobby DeVries), Charles J. Stewart (reporter)

## The Tunnel
- Diretto da: Jesse Hibbs
- Scritto da: Mark Rodgers

### Trama
- Guest star: Joanna Moore (Paula Gilbert), S. John Launer (Warden), Edward Binns (Bill Hollis), Charles Aidman (Raymond Pike), Scott Marlowe (Eugene Waring), Paul Mantee (Gerald Spain)

## The Mercenary
- Diretto da: William Hale
- Soggetto di: Palmer Thompson

### Trama
- Guest star: Norman Fell (Ken Haney), Suzanne Pleshette (Marie Zimmerman), Ken Scott (Mike), Peter Brocco (Allison), Richard Anderson (Charles Fillmore), Michael Harris (tecnico), Lew Brown (S.A.C. Allen Bennett), Fritz Weaver (John Thomas Whiting), Barry Atwater (Hugh Zimmerman), Celeste Yarnall (Julie)